# Julian Lincoln Simon
Pour les articles homonymes, voir Julian Simon.
 (août 2022).
Si vous disposez d'ouvrages ou d'articles de référence ou si vous connaissez des sites web de qualité traitant du thème abordé ici, merci de compléter l'article en donnant les références utiles à sa vérifiabilité et en les liant à la section « Notes et références ».
Julian Lincoln Simon (12 février 1932 - 8 février 1998) est
un professeur d'économie. Ses travaux ont été à l'origine du mouvement cornucopien. Il demeure célèbre pour sa controverse avec Paul R. Ehrlich qui a abouti au pari Ehrlich-Simon.

## Œuvres
- The Ultimate Resource (1981)  (ISBN 0-85520-563-6).
- The Ultimate Resource II (1996),  (ISBN 0-691-00381-5)
- The Resourceful Earth: A Response to "Global 2000" (1984),  (ISBN 0-631-13467-0), Julian Simon & Herman Kahn, eds
- The Economic Consequences of Immigration into the United States
- Effort, Opportunity, and Wealth: Some Economics of the Human Spirit
- Good Mood: The New Psychology of Overcoming Depression  (ISBN 0-8126-9098-2)
- The Hoodwinking of a Nation  (ISBN 1-56000-434-7) (hard),  (ISBN 1-4128-0593-7)
- A Life Against the Grain: The Autobiography of an Unconventional Economist  (ISBN 0-7658-0532-4)
- Scarcity or Abundance? A Debate on the Environment (1994), (avec Norman Myers),  (ISBN 0-393-03590-5)
- The Philosophy and Practice of Resampling Statistics
- Basic research methods in social sciences: The art of empirical investigation,  (ISBN 0-394-32049-2)
- Resampling: A Better Way to Teach (and Do) Statistics (with Peter C. Bruce)
- The Science and Art of Thinking Well in Science, Business, the Arts, and Love
- Economics of Population: Key Modern Writings,  (ISBN 1-85278-765-1)
- The State of Humanity,  (ISBN 1-55786-585-X)
- It's Getting Better All the Time : 100 Greatest Trends of the Last 100 Years  (ISBN 1-882577-97-3) (manuscrit posthume, terminé par Stephen Moore)